# Wellspanger Au
Die Wellspanger Au (auch Boholzer Au, dänisch: Vedelbæk, Vedelspang Å bzw. Boholt Å) ist ein ca. 9 km langer Fluss im südwestlichen Teil der Landschaft Angeln im Kreis Schleswig-Flensburg.

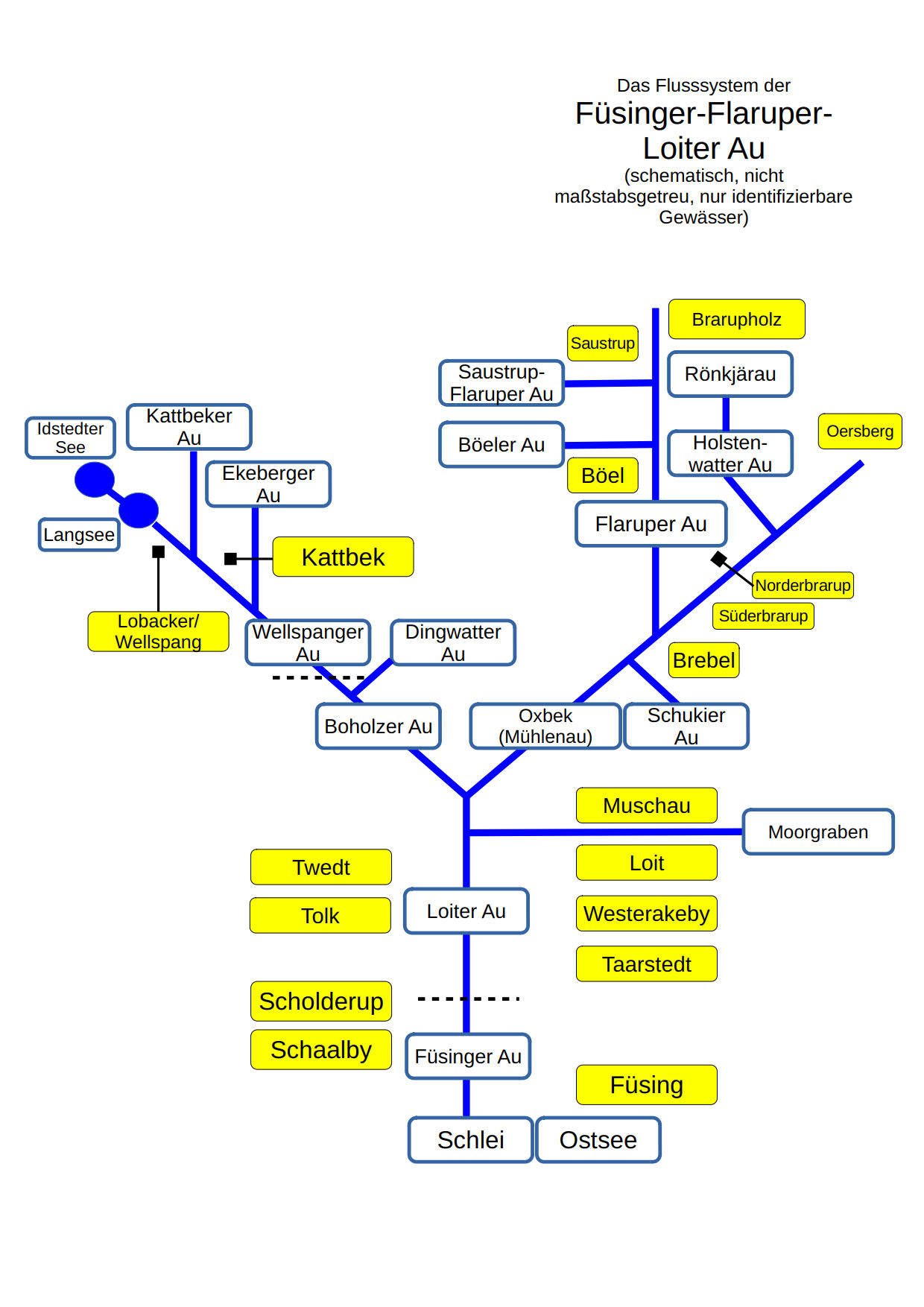
Flusssystem der Füsinger-/Flaruper-/Loiter Au (schematisch)

## Name
Der Name der Au ist erstmals 1649 schriftlich dokumentiert. Der Name leitet von altdän. væte (≈drehen, wenden, ursprünglich evtl. *Wælta) ab und meint vermutlich die Wirbelbewegungen des Wassers.

## Fließweg
Die Wellspanger Au entspringt  dem Langsee und durchfließt auf ihrem durchwegs ungefähr nordöstlichen Weg kurz danach Wellspang. Bei Kattbek münden die aus Böklund kommende Kattbeker Au und die aus Uelsby kommende Ekeberger Au in die Wellspanger Au, beide von links. In Boholzau fließt schließlich von derselben Seite die Dingwatter Au aus Schnarup-Thumby hinzu. Ab dort wird die Au Boholzer Au genannt. Dann nach ca. 9 km fließt die Boholzer Au, an der in Brebelholz liegenden Kreuzau, mit der ungefähr gegenläufig nahenden Oxbek schließlich zur Loiter Au zusammen, die zunächst südost-, später mehr südwärts zur Schlei entwässert.